# Flor de Coco
Flor de Coco es una localidad del estado mexicano de Colima. Es parte del municipio de Armería.

## Demografía
| Censo | Población |
| ----- | --------- |
| 2000  | 26        |
| 2010  | 52        |
| 2020  | 1 080     |